# Carlo II. Gonzaga
Carlo II. Gonzaga (* 22. Oktober 1609; † 30. August 1631 in Cavriana) war der zweitälteste Sohn des Herzogs Carlo I. Gonzaga von Nevers und Rethel. Er war Herzog von Mayenne und Aiguillon, Marquis de Villars, Comte du Maine und Comte de Tende. Als seine Mutter Catherine de Lorraine (* 1585; † 18. März 1618) starb, kam er mit seinen Geschwistern (zwei Brüder und drei Schwestern) in die Obhut seiner Großtante Katharina de Gonzague, Herzogin von Longueville (1568–1629).

## Familie
Carlo heiratete am 25. Dezember 1627 seine Cousine Maria Gonzaga (* 29. Juli 1609; † 14. August 1660), die Tochter des Herzogs Francesco IV. Gonzaga von Mantua und dessen Frau Margarete von Savoyen, sowie die Erbnichte seines Nachfolgers Vincenzo II. Gonzaga, der noch am Tag der Hochzeit starb, so dass die angestrebte Regelung unmittelbare Wirkung entfaltete.
Vincenzo II. Gonzaga wollte mit dieser Ehe die Nachfolge im Herzogtum Mantua sicherstellen, was ihm im Ergebnis auch gelang, nachdem der Mantuanische Erbfolgekrieg zwischen Kaiser Ferdinand II. und Frankreich aufgrund der Entwicklung im Dreißigjährigen Krieg 1631 mit dem Friedensvertrag von Cherasco in seinem Sinne entschieden wurde.
Herzog in Mantua wurde jedoch nicht Carlo II., sondern sein Vater Carlo I. Gonzaga. Carlo II. hatte die Sekundogenitur im Herzogtum Rethel inne und starb bereits vor seinem Vater, so dass die Nachfolge in Mantua, Nevers und Rethel 1637 direkt auf seinen Sohn überging.
Carlo II. Gonzaga und Maria Gonzaga hatten zwei Kinder:
- Carlo III. Gonzaga (1629–1665) ⚭ 1649 Isabella Clara von Österreich (1629–1685), Tochter des Erzherzogs Leopold V.
- Eleonora Gonzaga (1630–1686) ⚭ 30. April 1651 Kaiser Ferdinand III. (1608–1657)